# Języki wschodnio-środkowo-północnoindyjskie
Języki wschodnio-środkowo-północnoindyjskie – podgrupa językowa w obrębie języków indoaryjskich (indyjskich).

## Klasyfikacja wewnętrzna
Poniższa klasyfikacja oparta jest na podziale według Merritta Ruhlena.
Języki indyjskie
- Języki północnoindyjskie
  - Języki dardyjskie
  - Języki zachodnio-północnoindyjskie
  - Języki środkowo-północnoindyjskie
  - Języki wschodnio-północnoindyjskie
  - Języki wschodnio-środkowo-północnoindyjskie
    - Język nepalski
    - Język awadhi
    - Języki bihari
      - Język bhodźpuri
      - Język maithili
      - Język magadhi